# Aegomorphus
Aegomorphus is een kevergeslacht uit de familie van de boktorren (Cerambycidae). De wetenschappelijke naam van het geslacht werd voor het eerst geldig gepubliceerd in 1847 door Haldeman.

## Soorten
Aegomorphus omvat de volgende soorten:
- Aegomorphus albosignus Chemsak & Noguera, 1993
- Aegomorphus arizonicus Linsley & Chemsak, 1984
- Aegomorphus chamelae Chemsak & Giesbert, 1986
- Aegomorphus clavipes (Schrank, 1781)
- Aegomorphus francottei Sama, 1994
- Aegomorphus grisescens (Pic, 1897)
- Aegomorphus krueperi (Kraatz, 1859)
- Aegomorphus modestus (Gyllenhall, 1817)
- Aegomorphus morrisi (Uhler, 1855)
- Aegomorphus obscurior (Pic, 1904)
- Aegomorphus peninsularis (Horn, 1880)
- Aegomorphus quadrigibbus (Say, 1831)